# 豐原車站 (栃木縣)
豐原車站（日语：／ Toyohara eki */?）是一由東日本旅客鐵道（JR東日本）所經營的鐵路車站，位於日本栃木縣那須郡那須町豐原甲，是JR東日本東北本線沿線的無人車站，由大宮支社管轄。

## 簡介

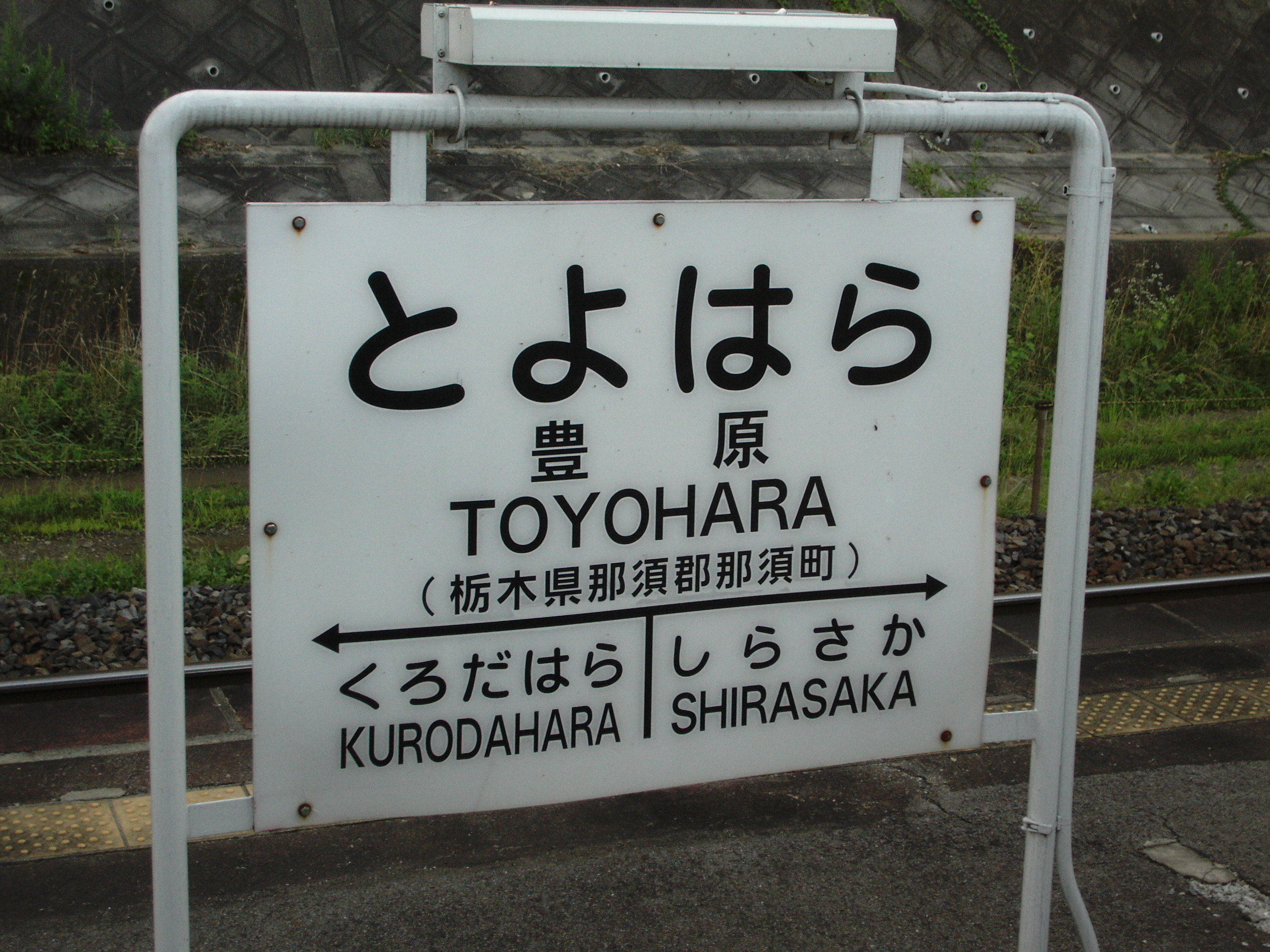
豐原車站站名牌

豐原車站是日本全國與日本曾經治理過的範圍內第一個以「豐原」為名的車站，1907年時，位於樺太（今俄羅斯薩哈林州）的樺太東線豐原車站啟用，1920年時，位於台灣台中縣的「葫蘆墩驛」也改用了較日式的豐原站名，使得車站重名的狀況增加。為了作為區隔，1925年時本站改名為下野豐原車站。但在二戰時，位於樺太的豐原車站因為蘇聯軍隊攻佔南薩哈林而自日本的版圖中消失，之後又由於戰敗而將台灣的治理權交由中華民國政府接收，使得日本境內使用「豐原」為名的車站僅剩本站，而在1948年時又更回原名。
由於東北本線在通過本站繼續往北之後，就會進入福島縣的範圍，因此讓豐原車站成為關東地方最北的一個車站。

## 車站構造
島式月台1面2線的地面車站。由黑磯站管理的無人站，無人的站舍不設自動售票機，只設置了乘車站證明書發行機。

### 月台配置
| 月台 | 路線      | 方向 | 目的地           |
| ---- | --------- | ---- | ---------------- |
| 1    | ■東北本線 | 上行 | 黑磯、宇都宮方向 |
| 2    | ■東北本線 | 下行 | 白河、福島方向   |

## 歷史
- 1887年（明治20年）7月16日 - 以日本鐵道豐原車站之姿啟用，但當初設站的位置與今日站址並不相同。
- 1906年（明治29年）11月1日 - 日本鐵道收歸國有。
- 1909年（明治32年）10月12日 - 路線名稱制定，由秋葉原開始經上野行抵青森的路線，正式定名為東北本線。
- 1920年（大正9年）11月1日 - 配合黑田原至白坂之間的路線變更，豐原車站也跟著遷移到目前的現址。
- 1925年（大正14年）4月1日 - 改名為下野豐原。
- 1948年（昭和23年）8月1日 - 再度改回豐原的站名。
- 1959年（昭和34年）7月1日 - 黑磯至白河間的路段全面電氣化。
- 1985年（昭和60年）3月14日 - 改為無人車站。
- 1987年（昭和62年）4月1日 - 日本國鐵分割民營化，經營權由東日本旅客鐵道繼承。

## 相鄰車站
東日本旅客鐵道
■東北本線
黑田原－豐原－白坂

## 外部連結
- （日語）豐原車站（JR東日本）（页面存档备份，存于）